# チェ・ガンヒ (女優)
チェ・ガンヒ（최강희、1977年5月5日 - ）は、韓国の女優。身長163cm、体重48kg、血液型B型。未婚、1男2女の末っ子。ソイル（瑞逸）大学演劇映画科中退。フライアップエンターテインメント所属。

## 学歴
- 漣川初等学校
- 礼一女子中学校
- 東明女子高校
- 瑞逸大学演劇映画科(中退)

## 来歴
東明女子高(ソウル市恩平区大棗洞)3年在学時の1995年に青少年TVドラマ『新世代報告ー大人たちにはわからない』の第23話「グッドバイ東京」でデビュー。
FM放送『チェ・ガンヒのボリュームを上げて』(2004〜2006年)では、DJとしてリスナーからは“カンちゃん”の愛称で親しまれ、人気を集めた。
2006年公開の映画『甘く、殺伐とした恋人』では、それまでの清純可憐なイメージを打破し、個性派俳優として評価され、一流の映画人の仲間入りを果たした。
その後、ドラマでは、30代OLの日常の恋愛を描いた『マイスウィートソウル』で“チェ・ガンヒ スタイル”がトレンディとなり、20代・30代の女性に絶大なる人気を得て、日本の有名ブランド「シュウウエムラ」のイメージキャラクターにもなった。
2007年、白血病患者のために骨髄を提供した。

## 出演作品

### テレビドラマ
- 新世代報告ー大人たちにはわからない（1995年-1998年、KBS） - セヨン 役（秋の日の童話編）、初主演。グッドバイ東京編（デビュー作）、東京タワー編、外出編などにも出演
- ドラマゲーム・息子と恋人（1996年、MBC）
- アイシング（1996年、MBC 全17話） - ハン・ソナ 役
- 日曜ベスト―消されないその鴬色（1998年、KBS） - ナンジュ 役
- マウルバス（1998年、MBC） - ミンジュ 役
- 女を語るー僕の妻スジへ（1998年、MBC） - パク・スジ 役
- 伝説の故郷ー鬼面殺風編（1998年、MBC） - イルリョン 役
- 折鶴（1998年-1999年、KBS 全54話） - ソ・ウンソ 役
- ひまわり（1998年-1999年 MBC 全16話） - イ・ウンジュ 役
- 学校1（1999年、KBS 全16話） - イ・ミンジェ 役
- クァンキ（1999年-2000年、KBS 全36話） - ユン・ソンヨン 役
- 行進（1999年-2000年、SBS） - ガンヒ 役
- 王と妃（1998年-2000年、KBS 全186話） - スグンビ（水斤非） 役、最終回出演
- いい感じ（2000年、MBC 全178話） - ミス 役
- ロミオとジュリエット（2000年、KBS） - ジュリエット 役
- 学校3（2000年-2001年、KBS 全49話） - イ・ミンジェ 役、第38話出演
- メディカルセンター（2000年-2001年、SBS 全40話） - ヒジン 役、第20話出演
- 男と女ー第16話 パパ作り（2001年、SBS） - キョンジュ 役
- ライムの香りのように（2001年、MBC） - ヨンチェ 役
- 神話（2001年、SBS 全16話） - チョン・ミソン 役
- 愛があるから（2001年-2002年、KBS 全172話） - オ・ヨンア 役
- 男と女ー第55話 反対に回る時計（2002年、SBS） - パク・ヘギョン 役
- メン家の全盛時代（2002年、MBC）全36話） - メン・ウンジャ 役
- 酒の国（2003年、SBS 全16話） - ソン・エリョン 役
- サラン ハムネダ〜愛は天の川を越えて〜（2003年、MBC 全2話） - リ・ヨンジョン 役
- あんぱん（2004年、MBC 全26話） - ハン・ガラン 役
- 愛と魂（2005年、KBS） - カン・ドギョン 役
- 心ふるわせて（2005年、MBC 全12話） - ホ・スギョン 役、第7話・第8話出演
- 別れの法則（2005年、MBC 全16話） - キム・グニョン 役
- ありがとうございます（2007年、MBC 全16話） - チャ・ジミン 役、第1話出演
- マイスウィートソウル（2008年、SBS 全16話） - オ・ウンス 役
- ボスを守れ（2011年、SBS 全18話） - ノ・ウンソル 役
- 7級公務員（2013年、MBC 全20話） - キム・ソウォン（本名：キム・ギョンジャ） 役
- Heart to Heart-ハート・トゥーハート- （2015年、tvN 全16話） - チャ・ホンド 役
- 華麗なる誘惑（2015年-2016年、MBC 全50話） - シン・ウンス 役
- 推理の女王（2017年、KBS2 全16話） - ユ・ソロク 役
- 真夏の思い出（2017年、JTBC 全2話） - ハン・ヨルム 役
- 推理の女王2（2018年、KBS2 全16話） - ユ・ソロク 役
- とても昼下がりの恋愛（2018年、KBS2） - キム・ヤンヒ 役
- グッド・キャスティング（2020年、SBS） - ペク・ジャンミ 役
- こんにちは? 私だよ!（2021年、KBS） - パン・ハニ 役

### 映画
- 囁く廊下-女校怪談-（1998年）ユン・ジェイ 役
- 幸せな葬儀屋（1999年）ソファ 役
- ワニとジュナ〜揺れる想い（2001年）ユン・ソヤン 役
- ふたつの恋と砂時計（2005年）『囁く廊下-女校怪談-』1シーン
- 甘く、殺伐とした恋人（2006年）イ・ミナ 役
- 私の恋（2007年）イ・ジュウォン 役
- グッバイ・マザー（2009年）パク・エジャ 役
- ベストセラー（2010年）友情出演：ささやき 役
- くだらないロマンス（2010年）ハン・ダリム 役
- 幸せを呼ぶミナの文房具店 (2013年）カン・ミナ 役
- その人、その愛、その世界 (2014年）ソン・ドンヒ（孫東姫）の声
- 彼女の伝説 (2015年）ユジン 役
- 従順 (2016年）ナレーター

### ケーブルテレビ放送
- ガンヒの6つの中毒 (2008年/オリーブTV)[3]
- リビング・ビューティー：チェ・ガンヒのカラーファンタジー (2009年〜2014年/オリーブTV)[4]
- MAPS (2015年6月28日〜8月2日/オリーブTV) 「少女時代」のユリ、「SUPER JUNIOR」のヒチョル、ラッパーのSimon Dと共演

### ラジオDJ
- チェ・ガンヒのボリュームを上げて（2004年10月18日〜2006年10月8日、2011年1月1日〜10月30日/KBS クール FM（英語: KBS Cool FM））
- チェ・ガンヒの夜間飛行（2011年11月7日〜2012年11月4日/KBS クール FM）
- チョ・ユニのボリュームを上げて（2017年6月19日〜7月2日/KBS クール FM）※スペシャルＤＪ

### 広告
- 慶南製薬
- 韓国ヤクルト
- ロッテ製菓
- ロッテ七星飲料[5]
- AKモール
- コンバース[6]
- CJ第一製糖
- ウエストウッド
- 農心
- シュウウエムラ
- EnC
- ハンファ損害保険
- ONL(オヌル)
- 希望化粧品[7]
- アビーノ ほか

### ミュージックビデオ
- アダム<出来るならば>（1998年）
- UP TOWN（現・UPT）<上がれ上がれ>（1998年）
- ソン・ソンフン<キミを愛してるから>（2002年）。俳優キム・ジョンオクと共演
- K<行ってよ>（2002年）。女優パク・イェジンと共演
- K<初めて>（2002年）
- 3Boys<浮気者>（2004年）。ラッパーとして参加[8]
- ユンゴン<喉の渇き>（2005年）。TVドラマ『別れの法則』の映像をダイジェストに編集

## 著書
- チェ・ガンヒ フォトエッセー『チェ・ガンヒ、小さな子供のささやかな幸せ』（2009年9月30日、ブックノマドより発売） ISBN 978-895-460-885-5[9]

## 音楽
- 熊PD（feat.チェ・ガンヒ）「不眠症」（2011年、熊PDアルバム『熊PDと絶妙な友人たち』に収録）[10]
- チェ・ガンヒ（with チョ・ジョンチ）「ティーカップに」（2015年、デジタルシングル、作詞チェ・ガンヒ）[11]
- チェ・ガンヒ「Gift Album」（2015年10月13日、ミニアルバム、全作詞チェ・ガンヒ）[12]

## 受賞歴
- 1995年 ジョンソンズ 清潔な顔賞
- 1995年 ミス・レモナ さわやか賞
- 1996年 MBC演技大賞 特別賞・テレビ部門子役賞（アイシング）
- 1999年 KBS演技大賞 女性新人賞（学校1―イ・ミンジェ役）
- 2006年 タイムレス・ビューティー・アワード この時代の最も美しい女優賞
- 2006年 第13回 大韓民国芸能芸術賞 女性ラジオDJ賞（チェ・ガンヒのボリュームを上げて）[13]
- 2008年 第4回 ブランド・アカデミー・アワード 女子広告モデル賞[14]
- 2008年 第6回 ソウル社会福祉大会 社会福祉賞[15]
- 2008年 SBS演技大賞 ドラマスペシャル部門 女性演技賞 （マイスウィートソウル）[16]
- 2009年 第30回 青龍映画賞 人気スター賞 （グッバイ・マザー）[17]
- 2010年 第46回 百想芸術大賞 映画部門 女性人気賞 （グッバイ・マザー）[18]
- 2011年 第8回 マックスムービー最高の映画賞 最高の女優賞（くだらないロマンス）[19]
- 2011年 第8回 ロウソク賞[20]
- 2011年 第32回 青龍映画賞 人気スター賞（くだらないロマンス）[21]
- 2011年 SBS演技大賞 ベストカップル賞/10大スター賞/ドラマスペシャル最優秀演技賞/ネチズン人気賞（ボスを守れ）[22]

## 広報大使
- 2005年11月 環境運動連合 広報大使[23]
- 2010年5月 世界環境の日 韓国広報大使[24]
- 2016年10月 ワールドビジョン 広報大使[25]